# Boxtrolls - Le scatole magiche
Boxtrolls - Le scatole magiche (The Boxtrolls) è un film d'animazione del 2014 realizzato in stop-motion, diretto da Graham Annable e Anthony Stacchi.
Il film, che si basa sul romanzo illustrato Arrivano i mostri! (Here Be Monsters!) di Alan Snow, è stato candidato agli Oscar 2015 come miglior film d'animazione.

## Trama
Nella città immaginaria di PonteCacio, un'elegante città dell'epoca vittoriana, si dice che delle creature chiamate Boxtrolls (gnomi delle scatole), rapiscano e mangino i bambini. Lo sterminatore Archibald Arraffa stringe un patto con il sindaco Lord Gorgon-zole, offrendo di distruggere tutti i Boxtrolls in cambio di un posto nel consiglio cittadino, potendo così indossare la preziosa tuba bianca e partecipare alle serate di degustazione di pregiati formaggi (nonostante il fatto che lui sia allergico al formaggio stesso). 
In realtà, i Boxtrolls sono creature pacifiche che indossando scatole di cartone e che emergono nottetempo dal sottosuolo per trafugare oggetti dalla spazzatura così da poterli usare per le loro bizzarre creazioni ed avventure. Un bambino di nome Uovo vive in mezzo a loro, cresciuto dal Boxtroll Pesce. In una decina d'anni, Arraffa - coadiuvato dai suoi tre "tirapiedi" Mr. Pasticcio, Mr. Nervetto e Mr. Trota - riesce a catturare quasi tutti i Boxtrolls, lasciando Uovo da solo con una manciata di amici.
Winnie, la trascurata figlia di Lord Gorgon-zole, una sera che ha infranto il coprifuoco notturno, si accorge che Uovo sta rovistando tra i rifiuti con due Boxtrolls. Arraffa insegue il trio e riesce a catturare Pesce. Con l'intento di salvarlo, Uovo decide di recarsi in superficie "travestendosi" da umano; emerge da un tombino nel bel mezzo di una fiera annuale per commemorare la scomparsa del "piccolo Trubshaw" - bambino presunto rapito e ucciso dai Boxtrolls. Attrazione principale della fiera è uno spettacolo teatrale che mette in scena le supposte crudeltà dei Boxtrolls nei confronti degli indifesi umani; disgustato dalla rappresentazione inesatta delle creature, segue Winnie lontano dalla fiera. Lei lo riconosce come il ragazzo che ha visto la notte precedente e lo indirizza al quartier generale di Arraffa, una fabbrica abbandonata.
Entrato furtivamente nella fabbrica, Uovo, trova Pesce imprigionato in una gabbia e lo libera, ma vengono catturati mentre cercano di fuggire. Arraffa riconosce Uovo come il piccolo Trubshaw e rivela che tutti i Boxtrolls catturati sono ancora vivi e vengono sfruttati per la realizzazione di una macchina misteriosa proprio per la loro grande abilità costruttiva e manuale. Winnie, avendo seguito Uovo fino alla fabbrica, lo aiuta a fuggire e finisce insieme a lui nel covo sotterraneo dei Boxtrolls.
Qui, Winnie, inizialmente spaventata, apprende la verità sui Boxtrolls e convince Uovo di non essere uno di loro bensì un bambino umano. Pesce, interrogato sulla questione, spiega che il padre di Uovo - inventore ed unico uomo a non considerarli mostri - lo aveva affidato loro per tenerlo al sicuro da Arraffa. Winnie accetta di aiutare Uovo a raccontare la verità a Lord Gorgon-zole. Nel corso di una serata di gala per commemorare l'acquisto di una gigantesca forma di formaggio, Uovo cerca di affrontare Lord Gorgon-zole, ma inavvertitamente fa cadere il formaggio che rotola giù per le scale, fuori dal palazzo ed affonda nel fiume sottostante. Uovo si presenta come il piccolo Trubshaw, ma nessuno gli crede e Lord Gorgon-zole lo caccia fuori per aver fatto cadere il formaggio.
Uovo torna alla caverna e cerca di convincere i restanti Boxtrolls della necessità di fuggire per la loro sicurezza. Improvvisamente Arraffa irrompe nella caverna a bordo di una grossa macchina, cattura l'intero gruppo, e li porta alla fabbrica. Uovo si sveglia dentro una gabbia e vede al di fuori il suo vero padre, Herbert Trubshaw, catturato anni prima da Arraffa e tenuto prigioniero per un decennio appeso a testa in giù - a causa di ciò appare evidentemente squinternato. Vede i Boxtrolls accatastati sotto una grossa pressa e li implora di correre, di scappare, ma la pressa viene attivata e schiaccia tutte le scatole.
Arraffa, a bordo del suo temibile veicolo, si reca a casa di Lord Gorgon-zole, e mostrando le scatole dei Boxtrolls schiacciate come prova della loro eliminazione, esige, come da accordi, il cappello bianco di Gorgon-zole non appena avrà ucciso l'ultimo Boxtroll che per il momento pende, legato, dal grosso braccio meccanico del mezzo con cui è giunto fin lì. Il popolo, che ha seguito Arraffa ed i suoi tre "tirapiedi", inizia ad acclamarlo come salvatore, ma in realtà l'ultimo Boxtroll è proprio Uovo legato e travestito. Ad un tratto i Boxtrolls irrompono nella piazza in compagnia di Herbert. Si sono salvati grazie alle suppliche ed al coraggio che Uovo dalla gabbia in cui era rinchiuso è riuscito ad infondergli convincendoli a sgusciare fuori dalle loro inseparabili scatole poco prima di venire schiacciati. Arraffa allora cerca di prendere il cappello di Gorgon-zole con la forza, ma Uovo, Herbert, Winnie, i Boxtrolls e dei pentiti Mr. Pasticcio e Mr. Trota mettono fuori uso la grossa macchina. Uovo ed Arraffa, che si fronteggiavano sopra di essa, cadono proprio sulla gigantesca forma di formaggio appena recuperata dal fiume, mentre il macchinario rovina a terra, schiacciando e uccidendo Mr. Nervetto. Arraffa, a causa di una grave allergia per il formaggio, si gonfia enormemente in modo mostruoso ed afferra la figlia di Lord Gorgon-zole costringendolo a consegnargli il cappello bianco. Entra quindi trionfalmente nella sala della degustazione, ma, all'apice della sua allergia, esplode dopo aver mangiato un boccone di un formaggio particolarmente raro e saporito.
I cittadini, compreso Lord Gorgon-zole, non considerano più i Boxtrolls come mostri ma come eroi, iniziando a vivere in armonia con essi; Winnie, sul palco della fiera, inscena la storia della fine di Arraffa, applaudita dalla folla; Mr. Pasticcio e Mr. Trota sembrano essere stati reintegrati nella società e svolgono servizi socialmente utili (spazzano le strade); mentre Uovo e Pesce si divertono con le invenzioni di Herbert.

## Scena dopo i titoli di coda
Dopo la prima parte dei titoli di coda è presente una breve sequenza che vede protagonisti Mr. Pasticcio e Mr. Trota, ormai redenti ed intenti a spazzare la strada, intenti a dialogare. Rompendo la cosiddetta quarta parete - ovvero il confine tra la realtà ed il film di animazione - i due s'interrogano sull'esistenza del loro universo fittizio, e Mr. Pasticcio riflette su come potrebbero essere solo dei piccoli esseri comandati da giganti, citando inoltre le implicazioni che ciò avrebbe sul libero arbitrio. L'inquadratura si allarga progressivamente ed inquadra chiaramente un animatore umano intento alla realizzazione dei loro movimenti. Tale scena contribuisce a sancire definitivamente l'intelligenza e l'intuito dei due personaggi (che probabilmente arrivano ad immaginare persino di essere dentro un cartone), protagonisti per tutta l'opera di diversi scambi d'argute battute.

## Personaggi
- Boxtrolls: dei troll simpatici e gentili, che vivono nelle fogne; indossano sempre uno scatolone come vestito e derivano il loro nome (almeno quello con il quale gli si rivolge Uovo) dal disegno che ogni scatolone reca sul lato anteriore. La notte salgono in superficie per raccattare oggetti e attrezzi dalla spazzatura, che poi riutilizzano per le invenzioni che creano nel loro covo sotterraneo. Gli umani li temono perché credono si tratti di creature malvagie che rapiscono e divorano i bambini. Si nutrono di piccoli insetti come coccinelle e vermetti.
- Uovo: il protagonista del film, un ragazzo umano ritenuto orfano, adottato dai Boxtrolls. Quando era ancora un neonato venne affidato da suo padre a Pesce per salvarlo dalle malefatte di Archibald Arraffa. Si rivelerà essere il "piccolo Trubshaw".
- Archibald Arraffa: l'antagonista principale, un malvagio sterminatore. Il suo sogno è quello di far parte dell'alta società di PonteCacio, e pur di riuscirci è disposto a sterminare tutti i Boxtrolls.
- Mr. Pasticcio e Mr. Trota: due degli aiutanti di Arraffa, lo considerano come amico e lo rispettano come un capo. Quest'ultimo li definisce "tirapiedi", e loro se ne sentono feriti. Nel corso del film si lasciano andare a considerazioni argute (ad esempio su chi sia realmente il "cattivo" della pellicola). Alla fine vengono perdonati ed assegnati alla pulizia delle strade della cittadina. Sono inoltre protagonisti della scena durante i titoli di coda.
- Mr. Nervetto: completa il trio degli aiutanti di Arraffa, differisce da Mr. Pasticcio e Mr. Trota poiché non si interroga mai sulla legittimità delle azioni del proprio capo, esegue prontamente, tenacemente e quasi fanaticamente ogni richiesta di Arraffa. Alla fine muore schiacciato dal grosso macchinario di quest'ultimo che cade a terra rovinosamente.
- Winnie Gorgon-zole: una ragazza avventurosa, figlia del sindaco di PonteCacio.
- Lord Gorgon-zole: sindaco di PonteCacio, nonché padre di Winnie. Inizialmente sembra un padre pomposo, più legato alla sua tuba bianca ed ai suoi formaggi che alla figlia che tratta sempre in modo approssimativo e sbrigativo. Sul finale rivelerà in realtà di tenere alla figlia consegnando la tuba ad Arraffa che aveva preso in ostaggio Winnie.
- Lady Gorgon-zole: moglie di Lord Gorgon-zole e madre di Winnie.
- Pesce: il miglior amico e "padre adottivo" di Uovo.
- Scarpa: boxtroll amico di Pesce e Uovo, in un paio di occasioni lo si è visto soffiare come farebbe un gatto per intimorire l'interlocutore. Ama abbuffarsi di cibo, ed appropriarsi di oggetti metallici che ripone all'interno della sua scatola-abito.
- Herbert Trubshaw: il padre biologico di Uovo, è il geniale inventore della comunità di PonteCacio. Non considera i boxtrolls come dei mostri, ed anzi nota come siano degli straordinaria costruttori di marchingegni. Un flashback ci mostra come Arraffa pretenda un'invenzione da Herbert ma questi rifiuta categoricamente sostenendo di essere un inventore e non un assassino, pertanto Arraffa minaccia ritorsioni sul neonato ed amato figlio di Herbert che non ha altra scelta se non quella di affidarlo al boxtroll Pesce per metterlo in salvo.

## Distribuzione
Il film è stato distribuito nelle sale cinematografiche statunitensi il 26 settembre 2014, mentre in quelle italiane il 2 ottobre dello stesso anno.

## Riconoscimenti
- 2015 – Premio Oscar
  - Candidatura per il miglior film d'animazione